# Signes (magazine)
 (juin 2015).
Si vous disposez d'ouvrages ou d'articles de référence ou si vous connaissez des sites web de qualité traitant du thème abordé ici, merci de compléter l'article en donnant les références utiles à sa vérifiabilité et en les liant à la section « Notes et références ».
Pour les articles homonymes, voir Signes.
Signes est une revue de design graphique créée par Frédéric Massard, Michel Wlassikoff (directeur de la publication) et Muriel Paris. 22 numéros ont été publiés entre 1991 et 1998.
À la suite de l'arrêt de la publication, Signes se poursuit par un programme d'exposition au centre Pompidou.
Depuis 2014, Signes a été réactivé en tant que site internet de recherche autour du graphisme et de la typographie.